# بلدية أوكه
بلدية أوكه هي بلدية في لاتفيا، بلغ عدد سكانها 6٬413  نسمة، في 2017.

## الموقع
تشترك في الحدود مع:
- بلدية سالدوس
- بلدية تيرفته
- بلدية دوبيل
- Joniškis District Municipality [الإنجليزية]‏
- Akmenė District Municipality [الإنجليزية]‏
- بلدية بروتشني  [لغات أخرى]‏.

## التقسيمات الإدارية
- أوكه.

## توأمة
لبلدية أوكه اتفاقيات توأمة مع:
- بريانسك (2009 - )[6]